# Gesellschaft der Europäischen Akademien
Die Gesellschaft der Europäischen Akademien e. V., seit 2024 Gesellschaft der Europahäuser und Europäischen Akademien, ist ein Dachverband von 16 eigenständigen Einrichtungen der außerschulischen politischen Jugend- und Erwachsenenbildung in Deutschland mit dem Arbeitsschwerpunkt europapolitischer Bildung. Sie wurde 1974 gegründet und hat ihren Sitz in Bonn.

## Ziele und Aufgaben
Die Gesellschaft und ihre Mitgliedseinrichtungen haben es sich zum Ziel gesetzt, „die europäische Einigung durch Bildung, Begegnung und Information zu fördern“. Sie ist deutschlandweit der einzige Dachverband der europapolitischen Bildungsarbeit. Als Dachverband vertritt sie die Interessen ihrer Mitgliedseinrichtungen in bildungspolitischen Netzwerken und Gremien auf Bundesebene und gegenüber öffentlichen Zuwendungsgebern. Netzwerkbildung, europapolitische Öffentlichkeitsarbeit sowie Fortbildungen und Informationsaustausch für haupt- und nebenamtliche Mitarbeiter der Mitgliedseinrichtungen gehören ebenfalls zu ihrem Aufgabenprofil.

## Geschichte
Die Gründung erfolgte 1974 auf Initiative von Arno Krause als Gesellschaft der Europäischen Akademien gGmbH. Seit 1985 ist die Gesellschaft als eingetragener Verein organisiert. Seit 2024 trägt sei den Namen „Gesellschaft der Europahäuser und Europäischen Akademien“. Die Mitgliedseinrichtungen bieten von Seminaren und Fachtagungen bis zu Studienreisen europapolitische Bildungsveranstaltungen für unterschiedliche Zielgruppen an. Methodisch orientieren sie sich in ihrer Bildungsarbeit am Beutelsbacher Konsens. Neun Mitgliedseinrichtungen besitzen eigene Tagungs- und Konferenzzentren.

## Liste der Mitglieder
- Europa-Haus Marienberg
- Europäische Akademie Nordrhein-Westfalen in Bonn
- Europäische Akademie Otzenhausen
- Europäische Akademie Bayern in München
- Europäische Akademie Berlin
- Europa-Zentrum Baden-Württemberg in Stuttgart
- Europäische Akademie Hessen in Darmstadt
- Europäische Akademie Schleswig-Holstein in Sankelmark/Oeversee
- Auslandsgesellschaft.de in Dortmund
- Fridtjof-Nansen-Akademie für politische Bildung im Weiterbildungszentrum Ingelheim
- Informations- und Bildungszentrum Schloss Gimborn in Marienheide
- Europäische Akademie Mecklenburg-Vorpommern in Waren/Müritz
- Europa-Haus Leipzig
- Europahaus Aurich
- Berlin-Brandenburgische Auslandsgesellschaft in Potsdam und Brandenburg an der Havel
- Internationales Haus Sonnenberg in St. Andreasberg